# Tây Oregon
Tây Oregon là một thuật từ địa lý, thông thường để chỉ phần phía tây Dãy núi Cascade thuộc tiểu bang Oregon. Tuy nhiên thuật từ này được áp dụng một chút nào đó lỏng lẻo hơn và đôi khi có ý không kể đến các khu vực tây nam của tiểu bang mà thường được ám chỉ là "Nam Oregon". Trong trường hợp đó, "Tây Oregon" có nghĩa là các quận nằm ở phía tây Dãy núi Cascade và phía bắc Quận Lane và bao gồm cả Quận Lane.
Không như khí hậu Đông Oregon khô và lục địa, khí hậu Tây Oregon thường là khí hậu rừng mưa ôn đới.